# Wielka Ściana Sloan
Wielka Ściana Sloan (ang. Sloan Great Wall, SGW) – ogromna struktura typu włókno, zbudowana z supergromad galaktyk. Według danych z 2013 roku jest to jedna z największych znanych struktur w obserwowanym Wszechświecie.
Została odkryta przez J.R. Gotta i in. w 2003 roku w oparciu o przegląd nieba Sloan Digital Sky Survey. Ściana znajduje się w gwiazdozbiorze Panny, w średniej odległości około 1 mld lat świetlnych, ma długość 1,37 mld lat świetlnych i jest o 80% większa od odkrytej wcześniej Wielkiej Ściany.
Struktury tego rozmiaru zachowują informacje o warunkach początkowych powstawania struktury we Wszechświecie.
Krytycy uważają, że Wielka Ściana Sloan nie powinna być określana jako jedna spójna struktura, gdyż nie jest ona obecnie ze sobą grawitacyjnie związana i niektóre jej części mogą nigdy się ze sobą nie powiązać. W 2011 zasugerowano, że Wielka Ściana Sloan jest przypadkowym skupiskiem trzech wielkich struktur, ale nie jedną spójną strukturą samą w sobie.
Obecnie za największą strukturę we Wszechświecie uznaje się Wielką Ścianę Herkulesa-Korony Północnej.